# Зимрида (правитель Сидона)

Левант по материалам Амарнских писем

Зимрида («[мой] защитник Адад»; финик. Zimr-edda, Zimr-eddi) — один из первых правителей Сидона (вторая половина XIV века до н. э.).

## Биография
Зимрида упоминается в нескольких посланиях из Амарнского архива, связанных с деяниями царя Библа Риб-Адди и царя Тира Абимилки. Этот правитель Сидона является автором посланий № 144 и 145 (EA 144—145), оправленных им египетскому фараону Эхнатону. Правление Зимриды датируется второй половиной XIV века до н. э. (иногда более точно: между 1355 и 1335 годом до н. э.). О нём сообщается в десяти амарнских посланиях: в том числе, три раза в связи с Риб-Адди и пять в связи с Абимилки (Зимрида — главный противник этих правителей).
Зимрида — один из первых правителей Сидона, и первый — имя которого достоверно известно из исторических источников. В одном из сильно повреждённых документов из архива в Амарне (письмо № 295) упоминается сидонский царь, владевший престолом во времена фараона Аменхотепа III и враждовавший с царём Тира по имени …-DI.KUD. Имя этого правителя точно не известно: в сохранившейся части текста оно читается как Яб(п)[…] (Yab/p[…]). Вероятно, Зимрида мог быть его преемником.
Уже в наиболее ранних посланиях из Амарнского архива, упоминающих о Зимриде, сидонский царь назывался союзником амореев, врагов египетских фараонов. В письмах Риб-Адди к Эхнатону сообщалось, что Зимрида вступил в союз с правителем Амурру Абдиаширтой (послание № 83) и совершил нападение на владения царя Библа (послание № 104). В письме № 92 указано, что хотя по приказу Эхнатона цари Берита, Сидона и Тира должны были оказать помощь Риб-Адди в войне с амореями, те проигнорировали повеление фараона.
В своих же посланиях к фараону Эхнатону Зимрида признавал того своим верховным властителем, наделяя его эпитетами «господин, бог, Солнце и дыхание жизни». В письме № 144 сидонский правитель призываел неназванного по имени властителя Египта оказать сидонянам помощь против хабиру, с которыми Зимрида вёл тяжёлую войну. Он также благодарил фараона за уже посланных тем в помощь Сидону лучников. В послании № 145, адресат которого неизвестен, Зимрида отвергал выдвинутые против него его недоброжелателями обвинения в союзе с Амурру, а также снова упоминал о ведшейся им тяжёлой войне.
Вероятно, союзные отношения между Зимридой и амореями не были постоянными, а возобновлялись царём Сидона при его конфликтах с правителями Библа и Тира. Абимилки сообщал Эхнатону о враждебных действиях Зимриды, правителя Амурру Азиру и «людей Арвада», овладевших Цумуром и территориями в окрестностях Тира. В том числе, из послания № 149 известно о захвате сидонянами материковых владений Тира, включая Ушу (греческое название — Палетир), что значительно затруднило доставку в город не только пресной воды и леса, но и земли для погребения умерших. В письме № 151 даже упоминалось об осаде города. Вероятно, к концу правления Эхнатона из всех финикийских владетелей только правитель Тира Абимилки остался верен египетскому фараону.
В послании царя Абимилки № 151 Зимрида упоминался в связи с народами моря. В послании № 154 Абимилки сообщал фараону о действиях «правителя Сидуны» Зимрида, направленных против Тира: тот препятствовал привозу в город леса и питьевой воды, а также приказал убить одного из тирских чиновников. Абимилки просил правителя Египта оказать тирцам помощь в борьбе с бесчинствами властителя Сидона. Также Зимрида упоминается в письмах № 146 и 152.
О том, кто был непосредственным преемником Зимриды на сидонском престоле, точно не известно. Возможно, им был Имту, деятельность которого датируется временем вскоре после правления Зимриды.